# NASCAR Nationwide Series 2010

Das Logo der Nationwide Series

Die NASCAR-Nationwide-Series-Saison 2010 begann am 13. Februar 2010 mit dem Camping World 300 auf dem Daytona International Speedway und endete am 20. November 2010 mit dem Ford 300 auf dem Homestead-Miami Speedway im Zuge des Ford Championship Weekends. In vier der insgesamt 35 Rennen der Saison 2010 kommt erstmals das neue Car of Tomorrow der Nationwide Series zum Einsatz.

## Teilnehmer
Diese Autos werden voraussichtlich an allen Nationwide-Series-Rennen der kommenden Saison teilnehmen.
| Nummer | Fahrer                                           | Sponsor                               | Automarke | Team                     |
| ------ | ------------------------------------------------ | ------------------------------------- | --------- | ------------------------ |
| 01     | Mike Wallace                                     | Monster Diesel                        | Chevrolet | Davis Motorsports        |
| 1      | James Buescher Ryan Newman                       | Miccosukee Gaming                     | Chevrolet | Phoenix Racing           |
| 6      | Ricky Stenhouse jr.                              | –                                     | Ford      | Roush Fenway Racing      |
| 7      | Danica Patrick Dale Earnhardt junior Steve Arpin | GoDaddy.com                           | Chevrolet | JR Motorsports           |
| 11     | Brian Scott                                      | –                                     | Toyota    | Braun Racing             |
| 12     | Justin Allgaier                                  | Verizon Wireless                      | Dodge     | Penske Racing            |
| 15     | Michael Annett                                   | Pilot Travel Centers                  | Toyota    | Germain Racing           |
| 16     | Colin Braun Matt Kenseth Brian Ickler            | Conway Freight                        | Ford      | Roush Fenway Racing      |
| 18     | Kyle Busch Brad Coleman                          | Interstate Batteries / Z-Line         | Toyota    | Joe Gibbs Racing         |
| 20     | Joey Logano Matt DiBenedetto                     | GameStop / Pizza Ranch                | Toyota    | Joe Gibbs Racing         |
| 21     | John Wes Townsley Clint Bowyer Scott Riggs       | Zaxby's                               | Chevrolet | Richard Childress Racing |
| 22     | Brad Keselowski                                  | Discount Tire (26 Rennen)             | Dodge     | Penske Racing            |
| 23     | Robert Richardson                                | Mahindra Tractors                     | Chevrolet | R3 Motorsports           |
| 24     | Eric McClure                                     | Hefty                                 | Ford      | Team Rensi Motorsports   |
| 26     | Brian Keselowski                                 | –                                     | Dodge     | K-Automotive             |
| 27     | Greg Biffle Scott Wimmer                         | –                                     | Ford      | Baker Curb Racing        |
| 28     | Kenny Wallace                                    | –                                     | Chevrolet | Jay Robinson Racing      |
| 29     | Jeff Burton Clint Bowyer                         | Holiday Inn                           | Chevrolet | Richard Childress Racing |
| 32     | Brian Vickers Reed Sorenson Jacques Villeneuve   | Dollar General                        | Toyota    | Braun Racing             |
| 33     | Kevin Harvick Ron Hornaday                       | –                                     | Chevrolet | Kevin Harvick Inc.       |
| 34     | Tony Raines                                      | –                                     | Chevrolet | Front Row Motorsports    |
| 38     | Jason Leffler (27 Rennen) Kasey Kahne (8 Rennen) | Great Clips                           | Toyota    | Braun Racing             |
| 60     | Carl Edwards                                     | Copart.com / Fastenal                 | Ford      | Roush Fenway Racing      |
| 62     | Brendan Gaughan                                  | South Point / Loan Max / U.S. Fidelis | Toyota    | Rusty Wallace, Inc.      |
| 66     | Steve Wallace                                    | 5-Hour Energy                         | Toyota    | Rusty Wallace, Inc.      |
| 81     | Michael McDowell                                 | D.H. Griffin Companies                | Dodge     | MacDonald Motorsports    |
| 88     | Kelly Bires Jamie McMurray                       | Hellman’s                             | Chevrolet | JR Motorsports           |
| 89     | Morgan Shepherd                                  | –                                     | Chevrolet | Faith Motorsports        |
| 98     | Paul Menard                                      | Menards                               | Ford      | Yates Racing             |
| 99     | Trevor Bayne                                     | –                                     | Toyota    | Michael Waltrip Racing   |

## Rennkalender
| Datum      | Rennen                                 | Rennstrecke                           | Pole-Position   | Sieger                |
| ---------- | -------------------------------------- | ------------------------------------- | --------------- | --------------------- |
| 13.02.2010 | Camping World 300                      | Daytona International Speedway        | Kyle Busch      | Tony Stewart          |
| 20.02.2010 | Stater Brothers 300                    | Auto Club Speedway                    | Joey Logano     | Kyle Busch            |
| 27.02.2010 | Sam’s Town 300                         | Las Vegas Motor Speedway              | Brad Keselowski | Kevin Harvick         |
| 20.03.2010 | Scotts Turf Builder 300                | Bristol Motor Speedway                | Brad Keselowski | Justin Allgaier       |
| 03.04.2010 | Nashville 300                          | Nashville Superspeedway               | Joey Logano     | Kevin Harvick         |
| 09.04.2010 | Bashas’ Supermarkets 200               | Phoenix International Raceway         | Carl Edwards    | Kyle Busch            |
| 18.04.2010 | O’Reilly 300                           | Texas Motor Speedway                  | Joey Logano     | Kyle Busch            |
| 24.04.2010 | Aaron’s 312                            | Talladega Superspeedway               | Kevin Harvick   | Brad Keselowski       |
| 30.04.2010 | Lipton Tea 250                         | Richmond International Raceway        | Kyle Busch      | Brad Keselowski       |
| 07.05.2010 | Diamond Hill Plywood 200               | Darlington Raceway                    | Denny Hamlin    | Denny Hamlin          |
| 15.05.2010 | Heluva Good! 200                       | Dover International Speedway          | Kyle Busch      | Kyle Busch            |
| 29.05.2010 | TECH-NET Auto Service 300              | Charlotte Motor Speedway              | Carl Edwards    | Kyle Busch            |
| 05.06.2010 | Federated Auto Parts 300               | Nashville Superspeedway               | Justin Allgaier | Brad Keselowski       |
| 12.06.2010 | Meijer 300                             | Kentucky Speedway                     | Joey Logano     | Joey Logano           |
| 19.06.2010 | Bucyrus 200                            | Road America                          | Carl Edwards    | Carl Edwards          |
| 26.06.2010 | Camping World RV Sales 200             | New Hampshire Motor Speedway          | Brad Keselowski | Kyle Busch            |
| 02.07.2010 | Subway Jalapeño 250 (COT)              | Daytona International Speedway        | Brad Keselowski | Dale Earnhardt junior |
| 09.07.2010 | Dollar General 300                     | Chicagoland Speedway                  | Kevin Harvick   | Kyle Busch            |
| 17.07.2010 | Missouri-Illinois Dodge Dealers 250    | Gateway International Raceway         | Trevor Bayne    | Carl Edwards          |
| 24.07.2010 | Kroger 200                             | O’Reilly Raceway Park at Indianapolis | Trevor Bayne    | Kyle Busch            |
| 31.07.2010 | U.S. Cellular 250                      | Iowa Speedway                         | Trevor Bayne    | Kyle Busch            |
| 07.08.2010 | Zippo 200                              | Watkins Glen International            | Marcos Ambrose  | Marcos Ambrose        |
| 14.08.2010 | Carfax 250 (COT)                       | Michigan International Speedway       | Brad Keselowski | Brad Keselowski       |
| 20.08.2010 | Food City 250                          | Bristol Motor Speedway                | Elliott Sadler  | Kyle Busch            |
| 29.08.2010 | NAPA Auto Parts 200                    | Circuit Gilles-Villeneuve             | Marcos Ambrose  | Boris Said            |
| 04.09.2010 | Degree V12 300                         | Atlanta Motor Speedway                | Kasey Kahne     | Jamie McMurray        |
| 10.09.2010 | Virginia 529 College Savings 250 (COT) | Richmond International Raceway        | Kevin Harvick   | Kevin Harvick         |
| 25.09.2010 | Dover 200                              | Dover International Speedway          | Joey Logano     | Kyle Busch            |
| 02.10.2010 | Kansas Lottery 300                     | Kansas Speedway                       | Joey Logano     | Joey Logano           |
| 09.10.2010 | Copart 300                             | Auto Club Speedway                    | Kyle Busch      | Kyle Busch            |
| 15.10.2010 | Dollar General 300 (COT)               | Charlotte Motor Speedway              | Clint Bowyer    | Brad Keselowski       |
| 23.10.2010 | Missouri 250                           | Gateway International Raceway         | Justin Allgaier | Brad Keselowski       |
| 06.11.2010 | O’Reilly Challenge                     | Texas Motor Speedway                  | James Buescher  | Carl Edwards          |
| 13.11.2010 | Able Body Labor 200                    | Phoenix International Raceway         | Joey Logano     | Carl Edwards          |
| 20.11.2010 | Ford 300                               | Homestead-Miami Speedway              | Joey Logano     | Kyle Busch            |

(COT) = Das neue Car of Tomorrow kommt zum Einsatz.